# Guerra spirituale in Cina
Il concetto di guerra spirituale in Cina è diffuso in diversi gruppi culturali, e prevede l'utilizzo di vari metodi e oggetti che si ritiene possano scongiurare entità preternaturali malefiche, o combattere le forze che interferiscono negativamente con la vita umana.

## Attestazioni
Un autore scrive come il legno del pesco sia uno strumento chiave nella lotta contro gli spiriti maligni in Cina: 
 Sigilli o statue in legno di pesco custodivano cancelli e porte e, come recita un racconto di epoca Han, "gli edifici nella capitale sono resi tranquilli e puri, ovunque prevale un buono stato di cose".
Altrove in Cina è scritto che "Nel combattere gli spiriti maligni, un anji può invocare il suo sonma personale, ad esempio offrendo un pollo. Se l'anji non adora il suo sonma in modo adeguato, potrebbe ammalarsi, o il sonma potrebbe lasciare l'anji del tutto, facendolo perdere il suo potere. "
In alcune parti della Cina che confinano e condividono la cultura del Nepal, si può trovare la pratica dello sciamanesimo. È stato riferito che vari tipi di sciamani sono impegnati da spiriti maligni "in una battaglia fisica o in una battaglia di ingegno".  Una storia racconta di uno sciamano che, incapace di localizzare un demone che stava causando una malattia a una vittima, portò un cantastorie, che cantò una storia della sconfitta di un potente demone in modo così convincente che il demone infestante uscì per aiutare il demone nella canzone, e così è stato in grado di essere sconfitto.
Il popolo Hmong, presente in tutto il Sud-est asiatico compresa la Cina, ha un'antica credenza negli spiriti maligni e ha una serie ben consolidata di rituali e tradizioni per affrontare i demoni. 
Sforzi analoghi volti a combattere gli spiriti maligni si verificano nel cristianesimo (vedi guerra spirituale).